# بافية (جنس)
البافِيَة  جنس صغير من البقوليات التي تحمل أوراقًا بسيطة. كلمة بافية معربة من الكلمة اليونانية βάπτω (báptō- ، «يغمس» أو «صَبْغٌ»)، في إشارة إلى صبغة حمراء مستخرجة من خشبٍ من الأنواع الاستوائية.  مهدها البلاد الحارة أخصها إفريقية. خشبها أثقل من الماء شديد الصلابة. رائحته فوَّاحة تشبه البنفسج.